# Centralne Dożynki 1974 w Poznaniu
Centralne Dożynki 1974 w Poznaniu – Centralne Dożynki, których główne obchody miały miejsce 8 września 1974 roku na ówczesnym stadionie im. 22 Lipca (obecnie im. Edmunda Szyca), usytuowanym na Wildzie w Poznaniu. 

## Opis
Na trybunach stadionu, na którym mecze rozgrywał klub piłkarski Warta Poznań, zasiadło około 70 tysięcy osób, pochodzących z terenu całej Polski, specjalnie dobranych przez organy partyjne. W związku z przypadającym w 1974 roku XXX-leciem PRL, uroczystości dożynkowe zostały zorganizowane z niespotykanym dotąd rozmachem.
Na uroczystości dożynkowej obecni byli przedstawiciele władz partyjnych i państwowych z I sekretarzem Komitetu Centralnego PZPR Edwardem Gierkiem, przewodniczącym Rady Państwa Henrykiem Jabłońskim i prezesem Rady Ministrów Piotrem Jaroszewiczem. Ponadto w obchodach dożynek uczestniczyli członkowie Biura Politycznego Komitetu Centralnego: Mieczysław Jagielski, Władysław Kruczek, Stefan Olszowski, Franciszek Szlachcic, Jan Szydlak i Józef Tejchma. Brali udział także ich zastępcy: Kazimierz Barcikowski, Stanisław Kania, Stanisław Kowalczyk i członkowie Sekretariatu Komitetu Centralnego. Uczestnikami byli również członkowie Prezydium Naczelnego Komitetu Zjednoczonego Stronnictwa Ludowego i jego prezes Stanisław Gucwa. Członkowie Prezydium Naczelnego Komitetu Stronnictwa Demokratycznego z jego przewodniczącym Andrzejem Beneszem. Przewodniczący Ogólnopolskiego Komitetu Frontu Jedności Narodu Janusz Groszkowski, ponadto członkowie Rady Państwa i rządu. Ze strony gospodarzy uczestniczyli: I sekretarz Komitetu Wojewódzkiego PZPR Jerzy Zasada, wojewoda poznański Tadeusz Grabski i prezydent Poznania Stanisław Cozaś. 
Uroczystość rozpoczęło odsłuchanie hymnu państwowego i chłopskiej pieśni rewolucyjnej „Gdy naród do boju”. Następnie oficjalnego otwarcia uroczystości dokonał prezes Zarządu Centralnego Związku Kółek Rolniczych Jerzy Maciak. Starostowie dożynek: rolniczka i posłanka na Sejm Zofia Cybulska ze wsi Kamionna i Bogumił Paul, dyrektor kombinatu PGR w Bieganowie wręczyli Edwardowi Gierkowi bochen chleba ze zbiorów roku 1974. 
W obchodach uczestniczyło 8 tysięcy zaproszonych żniwiarzy, przodujących rolników i pracowników PGR ze wszystkich ówcześnie istniejących 17 województw. Obecne były także delegacje rolników z ZSRR (z wiceministrem rolnictwa Borysem Runowem), Czechosłowacji, NRD, Jugosławii i Rumunii. Zaproszona została także delegacja Polonii. Obchody dzięki transmisji telewizyjnej na żywo, można było oglądać w całej Polsce. 
Część artystyczną obchodów reżyserowała Bożena Niżanska. Z płyty stadionu wypuszczono liczne stado białych gołębi. Dwie godziny trwały pokazy taneczne, występy zespołów ludowych, sportowców z Ludowych Zespołów Sportowych i młodzieży szkolnej, także orkiestry i baletu. Na zakończenie obchodów na stadionie, 250 par zatańczyło mazura, polski narodowy taniec. Końcowym punktem uroczystości był przemarsz wszystkich zespołów młodzieżowych przed trybuną honorową, podczas którego pozdrawiano przedstawicieli władz partyjnych i państwowych. Zwieńczeniem obchodów był pokaz sztucznych ogni.